# Jaysh al-Rifi
Jaysh al-Rifi (Arabisch: جيش الريف), letterlijk het leger van de Rif, was een historisch militair korps binnen het leger van het Alaouitische sultanaat in Marokko. Het korps werd samengesteld uit soldaten uit de Rif-regio in het noorden van Marokko en speelde een prominente rol in de 17e en 18e eeuw, met name onder het bewind van sultan Moulay Ismaïl.

## Geschiedenis
Het Jaysh al-Rifi werd in de 17e eeuw geformeerd als onderdeel van de bredere reorganisatie van het Marokkaanse leger door Moulay Ismaïl. Deze sultan streefde naar een stevig gecentraliseerd bestuur en een krachtig leger om zowel interne stammenopstanden als buitenlandse invloeden tegen te gaan. Naast de bekende Zwarte Garde (Abid al-Bukhari) bestond het Jaysh al-Rifi voornamelijk uit strijders afkomstig uit het Rifgebergte.
De Riffijnse soldaten werden ingezet om de controle over kuststeden in het noorden van Marokko te heroveren op Europese machten, waaronder Spanje en Portugal. Zo wist het Jaysh al-Rifi onder meer Tanger, Ksar el-Kebir, Mehdya en Asilah terug te veroveren.

## Politieke en bestuurlijke rol
Naast hun militaire inzet verwierf het korps ook aanzienlijke politieke en bestuurlijke macht. Officieren en generaals van het Jaysh al-Rifi werden benoemd tot gouverneurs van steden in het noorden van Marokko. Na de dood van Moulay Ismaïl bleef hun machtsbasis relatief sterk, waardoor zij een vorm van semi-autonome heerschappij uitoefenden over gebieden als Tanger en Tétouan. Deze machtsstructuur bleef grotendeels intact tot aan de vestiging van het Franse en Spaanse protectoraat in 1912.

## Invloed en nalatenschap
Het Jaysh al-Rifi liet een belangrijke erfenis na in de militaire en politieke geschiedenis van Marokko. Het illustreerde hoe regionale strijdkrachten geïntegreerd konden worden in een nationaal leger, maar tegelijkertijd een eigen machtspositie konden behouden. Bovendien speelde het een cruciale rol in de verdediging van Marokkaanse soevereiniteit tegen Europese expansie aan de kust.